# Rasih bej Dino
Rasih bej Dino (ur. 1865 w Prewezie, zm. 1927 lub 1928 w Adanie) – albański polityk i dyplomata.

## Życiorys
Pochodził z rodziny szlacheckiej, urodził się w 1865 roku w Prewezie jako syn Gülsüm Hanım i Abedina Dino, jednego z założycieli Ligi Prizreńskiej.
W 1908 roku sfinansował pierwszą albańskojęzyczną szkołę w Filiatesie.
W 1913 roku przewodził albańskiej delegacji na konferencji w Londynie, gdzie w maju tego roku podpisano traktat pokojowy ustalający nowe granice państwowe na Bałkanach po zakończonej I wojnie bałkańskiej. 3 stycznia tego roku Dino przedstawił brytyjskiemu ministrowi spraw zagranicznych Edwardowi Greyowi propozycję albańskiej granicy wokół terytoriów zamieszkiwanych przez Albańczyków.
Zmarł pod koniec 1927 lub na początku 1928 w tureckiej Adanie.